# Carol Haney
Carol Haney (nascuda Carolyn Haney; New Bedford, Massachusetts, 24 de desembre de 1924 - Saddle River, Nova Jersey, 10 de maig de 1964) va ser una ballarina i actriu nord-americana. Després de treballar amb Gene Kelly en la coreografia de pel·lícules, Haney va guanyar un premi Tony pel seu paper a The Pajama Game, de Broadway, mentre que el treball posterior com a coreògrafa d'escenari li va fer guanyar tres nominacions als Tony.

## Vida i carrera
Haney era filla de Norman Vincent Haney, un caixer bancari, i Ellen Christensen, danesa. Va començar a ballar als cinc anys i va obrir una escola de ball quan era adolescent.
Després de l'escola secundària, Haney va marxar a Hollywood, on va obtenir petits papers en diverses pel·lícules fins que el ballarí i coreògraf Jack Cole la va veure, convertint-se en la seva parella i assistent de ball entre 1946 i 1948. El 1949, Haney va ser contractada per Gene Kelly per ser la seva coreògrafa assistent en diverses pel·lícules musicals de la MGM, i el va ajudar en alguns dels seus millors treballs, com Un dia a Nova York (1949), Summer Stock (1950), Un Americà a Paris (1951), Cantant sota la pluja (1952), així com el projecte somniat de Kelly, Invitació a la dansa (1956).
Com a coreògrafa i assistent de ball de Kelly, Haney treballava habitualment amb els seus companys i, en conèixer els seus punts forts, coreografiava números al seu voltant. Kelly va intentar elevar la presència cinematogràfica de Haney, sobretot reclamant-la per a la seqüència «Gotta Dance» a Cantant sota la pluja. Aquests intents van ser contínuament anul·lats per l'estudi, que sentia que Haney no tenia prou atractiu físic.
Coneguda com la ballarina més àgil de les pel·lícules, Haney va ballar amb Bob Fosse a la versió cinematogràfica de Kiss Me, Kate, de 1953. Quan Fosse va aconseguir la seva primera tasca de coreografia a Broadway, The Pajama Game (1954), va recomanar que Haney interpretés una petita part de ball. Va impressionar tant al director George Abbott que Abbott va combinar el seu paper amb una part més gran, donant com a resultat el personatge de Gladys Hotchkiss, mostrant-la en dos números de dansa especialitzats «Steam Heat» i «Hernando's Hideaway». El paper va portar Haney a la fama de Broadway i li va fer guanyar un premi Tony i dos premis Donaldson. El paper de Gladys va portar sort per a la suplent de Haney, Shirley MacLaine. Un mes després de The Pajama Game, Haney es va lesionar el turmell, i MacLaine va interpretar el paper. MacLaine va ser descoberta pel productor de Hollywood Hal Wallis, que havia vingut al programa per veure Haney, i MacLaine va aconseguir un contracte que posava en marxa la seva carrera cinematogràfica.
Després d'això, Haney va aparèixer en alguns espectacles, inclosa la producció de gira Ziegfeld Follies, de 1956, però va desenvolupar una por escènica paralitzant. Va aparèixer a la televisió i va recrear la seva actuació com a Gladys a la versió cinematogràfica de The Pajama Game (1957). Després va centrar la seva carrera en la coreografia dels espectacles de Broadway: Flower Drum Song (1958, dirigida per Gene Kelly), Bravo Giovanni (1962), She Loves Me (1963) i Funny Girl (1964). The American Dance Machine (1978) va presentar la seva coreografia de televisió. Haney va guanyar tres nominacions al premi Tony a la millor coreografia: per Flower Drum Song, Bravo Giovanni i Funny Girl (pòstum). El maig de 1958 va aparèixer amb Dick Van Dyke com a estrella convidada al programa de varietats de la NBC de curta durada de Polly Bergen, The Polly Bergen Show, així com en programes de jocs populars com What's My Line? Va demostrar el seu talent com a actriu dramàtica en produccions escèniques ocasionals, com el paper de Lila a A Loss of Roses, de William Inge, al costat del nouvingut Warren Beatty, que, irònicament, era el germà real de Shirley MacLaine.

## Família
Haney va estar casada amb Eugene Dorian Johnson de 1945 a 1953 i després amb l'actor i presentador de televisió de Broadway Larry Blyden de 1955 a 1962, a qui va coreografiar a Flower Drum Song. Ella i Blyden van tenir dos fills.

## Mort
Casrol Haney va morir per una pneumònia a Saddle River, Nova Jersey el 1964, als 39 anys, sis setmanes després de l'obertura de Funny Girl, que va coreografiar (i deu anys després que es lesionés el turmell i fos substituïda per Shirley MacLaine a The Pajama Game).

## Filmografia
| Any  | Títol                    | Rol                                    |
| ---- | ------------------------ | -------------------------------------- |
| 1945 | Wonder Man               | Noia Goldwyn                           |
| 1945 | Les bogeries de Ziegfeld | Noia Ziegfeld                          |
| 1949 | Sobre el Poble           | Ballarina del ballet 'Day in New York' |
| 1950 | Estoc d'estiu            | Membre de la societat anònima          |
| 1950 | Te per a dos             | Noia del cor                           |
| 1953 | Besa'm Kate              | Especialitat Ballarina                 |
| 1956 | Invitació al Ball        | Scheherazade a 'Sinbad el mariner'     |
| 1957 | El joc del pijama        | Gladys Hotchkiss                       |